# Angry Birds Stella
Angry Birds Stella (также известная как Angry Birds Slingshot Stella) — компьютерная игра в жанре головоломки и спин-офф серии Angry Birds, разработанная Rovio Entertainment. Анонсированная 12 февраля 2014 года, Rovio заявила, что игра будет сопровождаться линией игрушек с Telepods и телесериалом. Игра была выпущена 4 сентября 2014 года, а спустя год, 8 сентября 2015 года, её поддержка была прекращена.
Игра основана на персонаже Angry Birds, который впервые был представлен в Angry Birds Seasons, Стелле. Он начинается с того, что Стелла покидает остальную часть стаи Angry Birds и отправляется в Золотой Остров, чтобы посетить четырёх других друзей в отпуске. Однако Гейл и армия свиней крадут карту Золотого острова Стеллы и её фотоальбом, что побуждает Стеллу и её друзей отправиться в путешествие, чтобы помешать Гейл украсть золотые предметы на острове и получить фотографии в фотоальбоме.

## Геймплей
Как и в оригинальной игре серии, игроки используют рогатку, чтобы стрелять птицами по разным строениям для того, чтобы уничтожить всех зелёных свиней, которые могут быть рядом, внутри или на строениях. Игроки также должны использовать уникальные способности каждой птицы, активируя их во время полёта, чтобы победить свиней или уничтожить препятствия.
Обновление New Pigs on the Block от декабря 2014 года добавило сюжетную линию, в которой Стелла и её друзья в своём домике на дереве ищут пропавшие предметы своего дома, украденные свиньями. Они должны пройти случайные уровни, чтобы получить предметы.

## Персонажи
- Стелла: главная героиня. Играбельна с самого начала.
- Поппи: самка волнистого попугая, который может мгновенно падать с воздуха, разбивая препятствия на своём пути. Представлена на уровне 12.
- Лука: самец калифорнийской сойки-скребка с дальнобойной звуковой атакой, которая уничтожает любые хрупкие предметы. Представлен на уровне 23.
- Уиллоу: самка венценосного голубя, которая может преодолевать препятствия, резко меняя направление. Представлена на уровне 34
- Далия: молодая ушастая сова, которая может преодолевать твёрдые препятствия, прежде чем выпустить разрушительный взрыв. Появляется на уровне 47.
- Гейл: самка скворца с фиолетовой спиной и главная антагонистка игры, правящая свиньями. Открыв главу «Пляжный день», игрок может получить усиление, которое может использовать игрок: кисть, которая может превращать предметы в золото (слабость Гейл), в результате чего Гейл уничтожает все предметы, окрашенные золотом.
- Свин-красавчик: самовлюблённая светловолосая свинья, помощник Гейл.

## Telepods
Это третья игра франшизы, совместимая с линией игрушек Hasbro Telepods, которая также используется в других играх Angry Birds, таких как Angry Birds Star Wars II. Telepods могут вызывать в игру персонажей, соответствующих отсканированной фигуре. Помимо этого использования, набор Telepods может поставляться с другими игрушечными предметами и аксессуарами для обычной игры.

## Стелла в других СМИ

### Телевидение
Rovio анонсировала одноимённый мультсериал, основанный на игре, первый эпизод которого был выпущен 1 ноября 2014 года на ToonsTV. Первый эпизодом стал эпизод «Вилка дружбы»; в нём показано, как Гейл, бывшая лучшая подруга Стеллы и королева свиней на Золотом острове, рассталась со Стеллой и другими её друзьями. Сериал длился два сезона, закончившись всего за несколько месяцев до выхода полнометражного фильма по мотивам основной серии Angry Birds.

### Книги
Rovio заключила партнёрство с Worldreader и Room to Read, двумя благотворительными организациями, занимающимися распространением грамотности, для выпуска серии книг с участием персонажей Angry Birds Stella.
Стелла также появляется в некоторых выпусках различных серий комиксов и сборников рассказов Angry Birds.
Стелла вместе с Поппи, Лукой, Уиллоу, Далией и Гейлом была представлена в манге, опубликованной в журнале Nakayoshi вскоре после выхода игры, под названием Stella: Nana and the Magic English Words, которая закончилась в апреле 2016 года. Бельгийское издательство Le Lombard позже выпустило двухтомную серию комиксов, основанную на игре, в 2015 и 2017 годах эксклюзивно в Европе.
Уиллоу появилась на обложке ежеквартального журнала Angry Birds Comics: Monsters and Mistletoe, выпущенного 13 декабря 2017 года. Хотя она не появляется ни в одном из четырёх рассказов выпуска, это первый раз, когда кто-либо из друзей Стеллы появляется в англоязычном комиксе Angry Birds. Гейл появилась в одном из выпусков годичного комикса Angry Birds в кино, издаваемого GoComics.

### Фильм
Стелла и все её друзья, кроме Луки, появляются в анимационных экранизациях Angry Birds с полностью видимыми крыльями и когтями, а также Гейл, главный антагонист спин-оффа. Однако в этих фильмах они играют очень маленькие, в основном не говорящие роли. Поскольку оба фильма показывают, что все друзья Стеллы изначально жили на Птичьем острове, а Гейл всегда был доброжелательным другом, они эффективно пересматривают сюжет и обстановку спин-оффа.
В фильме «Angry Birds Movie» Кейт Маккиннон озвучивает Стеллу, а Чарли XCX озвучивает Уиллоу, а Майя Рудольф озвучивает Поппи в одной из сцен, но не упоминается. Стелла и её друзья устроили приветственный праздник для Плохих поросят, когда они впервые прибыли. После того, как Свиньи напали на Птиц и украли их яйца, Стелла и Уиллоу присоединились к усилиям Рэда, чтобы начать контратаку на Свиней и вернуть украденные яйца, причём первая была запущена из рогатки в Свиной город.
Стелла и большинство её друзей также появляются в «Angry Birds 2 в кино», но ни одна из актрис озвучивания, которые озвучивали некоторых из них в первом фильме, не повторяет свои роли. В этом фильме Стелла держит прилавок с яблоками, а Далия, Гейл и Уиллоу позже участвуют в сеансе быстрых свиданий, где Далия и Уиллоу становятся «невестами» Чака и Бомба соответственно. Гейл и Далия также зачислены в Птичью Академию, их не впечатлило изобретение Сильвер, Суперструна, несмотря на то, что последний обладает научными способностями в исходном материале. Уиллоу и Поппи стали свидетелями разрушения горной пещеры Могучего Орла в результате нападения Зеты, главного антагониста фильма. Стелла, Поппи, Уиллоу и Далия позже присутствовали на свадьбе Могучего Орла и Зеты после того, как последняя потерпела поражение.

## Приём
| Сводный рейтинг | Сводный рейтинг |
| Агрегатор       | Оценка          |
| --------------- | --------------- |
| Metacritic      | 66/100          |

Игра получила смешанные отзывы с оценкой Metacritic 66/100 на основе 9 обзоров. Pocket Gamer сказал: «Это Angry Birds. Если вас это больше волнует, вы, вероятно, найдёте, чем заняться. Просто следите за временем». Некоторые обозреватели хвалили игру за введение новых персонажей и возвращению к исходному стилю серии.

### Прекращение поддержки
После выпуска Angry Birds Stella, в конце второй главы игры анонсировали третью, безымянную главу, но она была отменена, а поддержка игра была прекращена 8 сентября 2015 года (таким образом, сюжетная линия игры была закончена). Однако приключения Стеллы продолжаются в Angry Birds POP! и новых сезонах сериала Angry Birds Stella.

## Другие медиа
- Стелла и её друзья также появлялись в Angry Birds Stella POP!, игре-стрелялке по пузырям. Игра была запущена для iOS в Канаде 22 декабря 2014 года и выпущена во всем мире для iOS и Android 12 марта 2015 года. Однако несколько месяцев спустя, 6 июля 2015 года, игра была переименована в Angry Birds Pop, поскольку классические персонажи Angry Birds были добавлены в игру, что сделало её первой и единственной в серии, в которой есть как классические герои Angry Birds, так и Angry Birds Stella.
- Планировалось, что Стелла, Уиллоу и Гейл появятся в Angry Birds Holiday, бесконечном симуляторе управления бизнесом, в котором птицы, в их образе из фильмов, будут управлять курортом и предлагать услуги прибывающим свиньям. Игра была отменена в конце 2016 года[21][22].
- После того, как Стелла была добавлена в качестве неигрового персонажа в игру Angry Birds Dream Blast 2018 года, её друзья сыграли эпизодическую роль в рождественском событии 2019 года «Праздничный сбор», куда все они были приглашены Могучим Орлом вместе со всей первоначальной стаей, кроме Хэла, Бабблза и Теренса, на праздничный банкет. В течение ограниченного времени игрокам было предложено пройти некоторое количество уровней, чтобы пригласить каждую птицу на банкет. Все птицы изображены как младшие версии самих себя, в их образе из фильмов[23].